# Ove Pettersson
Nils Ove Pettersson, född 21 mars 1923 i Västra Skrävlinge församling i dåvarande Malmöhus län, död 27 juli 2002 i Lunds domkyrkoförsamling, var en svensk väg- och vattenbyggnadsingenjör.
Ove Pettersson blev civilingenjör 1946 vid Kungliga Tekniska högskolan i Stockholm och disputerade där 1952 för teknologie doktorsgrad på studien Combined bending and torsion of I beams of monosymmetrical cross section: A non-linear theory taking into account the risk of lateral buckling. Samma år blev han docent i byggnadsstatik och laborator 1956. Han var professor i konstruktionslära vid KTH 1959–1964, professor i byggnadsstatik vid Lunds tekniska högskola (LTH) 1964–1981 och professor i byggnadstekniskt brandskydd vid LTH 1981–1988. Han var även rektor för Lunds naturvetenskapliga och tekniska högskola (LNTH) 1984–1987. Han var major i Väg- och vattenbyggnadskåren från 1971.
Ove Pettersson invaldes 1964 som ledamot av Kungliga Ingenjörsvetenskapsakademien och blev 1967 ledamot av Fysiografiska sällskapet i Lund. Han var sedan 1951 gift med arkitekt Birgit Pettersson. De är begravda på Norra kyrkogården i Lund.